# 高等学校文科教材编选工作办公室
当时（1961-1966年）通常惟称文科教材办公室，是文革前（所谓文化教育领域内的“旧十七年”即1949-1966年）为高校文科教材建设而设立的一个重要机构。它与文革后教育部设置的各种教材管理机构无传承关联。
一九六一年四月，当时的中宣部、高教部在北京联合召开高等院校文科教材编选计划会议。会后成立了这个文科教材办公室，由高教部部长杨秀峰“牵头”（挂名），办公地点设在高教部，其日常工作与高教二司（综合大学司）联系密切。而因其工作实际上由当时中宣部副部长周扬直接指导，故亦被呼为“周办”。
这个文科教材办公室组织集合全国各高等院校各专业众多教授和学者讨论并编撰，为高校文科教学编写出多部整体说来内容丰富前后贯通的优秀教材，成果极一时之盛。
当时成立的七个专业组，各设组长一人，副组长若干。各专业组组长为：冯至（中文组）、翦伯赞（历史组）、艾思奇（哲学组）、于光远（经济组）、董纯才(后为陈元晖)（教育组）、许立群（政治组）、李棣华（外语组）。随着教材编选工作规模的不断扩大，外语组扩展为西语组(组长李棣华)和东语组(组长季羡林)。各专业组相继充实了不少本学科带头人，如中文组在丁声树、王力、马汉麟、严文井、李文保、冯至、季镇淮、袁水拍、蔡仪、程贤笑、李修生、郭锡良等人外，增加吕叔湘、余冠英、游国恩﹔哲学组在王庆淑、齐一、艾思奇、江奠基、洪禹、冯定、冯友兰、郑昕、汤一介、吴传启等人外，增加朱光潜、任继愈、金岳霖、王子野、王朝闻、张腾霄、贺麟等﹔外语组增加许国璋等人。
在所谓“三年困难时期”之后，中国大陆的政治运动（即所谓“阶级斗争”和“路线斗争”）一时疲惫，落于平息，高等学府的思想和教学环境因而比较宽松，颇有利于学术权威和新进高才在以文学、历史、哲学为主的文科领域集注精神展其所长，留下业绩。
这个文科教材办公室工作直至“文革”爆发而被打断。
当时担任文科教材办公室组织、行政工作的负责人有吴寄寒、胡沙、以及季啸风、陆善功和鲍正鹄等。
十年“文革”造成了教育断裂，教材空白。“文革”后期及运动结束后大专院校恢复招生时期，众多渴望求学研习文史哲艺的青年仍然大量沾惠于当年文科教材编选工作的煌煌硕果。